# Cándido Fabré
Cándido Fabré (* 10. September 1957 in San Luis (Santiago de Cuba)) ist ein kubanischer Musiker, Songschreiber und Sänger, der für seine Improvisationskünste berühmt ist.
Bekannt wurde er 1983 als Mitglied der Charanga Original de Manzanillo, für die er unter anderem die Hits Coge el camarón, Soy cubano, soy de Oriente, A la hora que me llamen voy, Guayabita del Pinar und ¿Qién ha visto por ahí mi sombrero de Yarey? schrieb. 1993 machte er sich mit Cándido Fabré y su Banda selbständig.
Seine über 1000 Kompositionen wurden vom Orquesta Aragon, Los Van Van, Grupo Manguaré, Issac Delgado, Ritmo Oriental und Los Karachi, außerhalb Kubas von Celia Cruz, Oscar D’León and „El Canario“ gecovert.
| Personendaten    | Personendaten                                 |
| ---------------- | --------------------------------------------- |
| NAME             | Fabré, Cándido                                |
| KURZBESCHREIBUNG | kubanischer Musiker, Songschreiber und Sänger |
| GEBURTSDATUM     | 10. September 1957                            |
| GEBURTSORT       | San Luis (Kuba)                               |